# Хемне
Хемне (норв. Hemne) — коммуна в губернии Сёр-Трёнделаг в Норвегии. Административный центр коммуны — город Хюрксетерёра. Официальный язык коммуны — нейтральный. Население коммуны на 2007 год составляло 4234 чел. Площадь коммуны Хемне — 662,37 км², код-идентификатор — 1612.

## История населения коммуны
Население коммуны за последние 60 лет.

Статистика коммуны Хемне